# Polia languida
Polia languida är en fjärilsart som beskrevs av Smith 1894. Polia languida ingår i släktet Polia och familjen nattflyn. Inga underarter finns listade i Catalogue of Life.